# مون‌پلیه (کنتاکی)
مون‌پلیه (به انگلیسی: Montpelier) یک منطقهٔ مسکونی در ایالات متحده آمریکا است که در شهرستان ادیر، کنتاکی واقع شده‌است. مونپلیه کنتاکی ۲۶۷٫۰۱ متر بالاتر از سطح دریا واقع شده‌است.